# Université Louis-et-Maximilien de Munich
 (juillet 2025).
L'université Louis-et-Maximilien de Munich (en allemand, Ludwig-Maximilians-Universität München, LMU) est une université allemande, fondée en 1472 à Ingolstadt et transférée en 1826 à Munich.
L'université est considérée comme l'une des plus renommées d'Europe et a formé 34 lauréats du prix Nobel. Elle porte le titre d'Elite-Universität et est retenue en 2006 par le programme d'initiative d'excellence allemande.
En 2014, l'université Louis-et-Maximilien de Munich est classée première université d'Allemagne ex æquo par le classement ARWU et deuxième par le classement QS, après l'université de Heidelberg. Elle est aussi classée meilleure université d'Allemagne par le classement Times Higher Education Ranking 2014/2015 et 29e mondiale par ce même classement.

## Présentation
L'université est nommée d’après son fondateur en 1472, le duc Louis IX de Bavière, ainsi que le roi Maximilien Ier de Bavière.
Cet endroit est, le 18 février 1943, le lieu de l'arrestation de Hans Scholl et de sa sœur Sophie Scholl, membres de La Rose blanche, une organisation résistante au nazisme.
En 2010, elle accueille annuellement environ 45 000 étudiants, venant de toute l'Europe, d'Amérique et même d'Afrique du Nord. Elle constitue la deuxième plus grande université d'Allemagne.
Elle propose entre autres des formations en médecine, biologie, chimie, physique, droit, art, mathématiques, langues, littérature, théologie, psychologie, pédagogie ou encore histoire.
L'université de Munich utilise le centre de calculs et de données du Leibniz Rechenzentrum qu'elle partage avec l'Académie bavaroise des sciences.

Entrée principale de l'université.

## Personnalités liées à l'université

### Professeurs
- Constantin Carathéodory (mathématiques)
- Donald B. Dingwell (volcanologie)
- Charles Nicolas Fraas (botanique)
- Karl von Frisch (zoologie, 1910-1921)
- Eusebius Graf von Truchseß (théologie)
- Walther Gerlach (physique expérimentale), recteur et professeur émérite
- Kurt Huber (philosophie)
- Rolf Huisgen (chimie organique)
- Ferdinand von Lindemann (mathématiques)
- Reimar Lüst (astrophysicien)
- Konrad Mannert (histoire)
- Julius Pokorny (langues celtiques, 1954-1956 et 1960-1965)
- Arnold Sommerfeld (physique théorique, 1906-1931)

### Étudiants
- Lord Acton (1834-1902), historien britannique.
- Konrad Adenauer (1876-1967), homme politique allemand.
- Colette Sénami Agossou Houeto (1939-), poète et femme politique béninoise.
- Adolf von Baeyer (1935-1917), chimiste, prix Nobel de chimie en 1905.
- Matthias Bartelmann (1965-), astrophysicien allemand.
- Benoît XVI, pape (1927-2022).
- Ignaz von Döllinger (1799-1890), théologien allemand.
- Klara Döpel (1900-1945), avocate et physicienne allemande.
- Rhoda Erdmann (1870-1935), biologiste allemande.
- Ian Fleming (1908-1964), écrivain britannique.
- Pumla Dineo Gqola (1972-), universitaire et féministe sud-africaine.
- Willi Graf, résistant contre le nazisme
- Guillaume de Prusse (1906-1940), prince allemand.
- Werner Heisenberg (1901-1976), physicien allemand, prix Nobel de physique en 1932.
- Gustav Ludwig Hertz (1887-1975), physicien allemand, prix Nobel de physique.
- Dietrich von Hildebrand (1889-1977), philosophe et théologien catholique allemand.
- Muhammad Iqbal (1877-1938), poète, philosophe et homme politique indien.
- Edith Jacobson (1897-1978), psychanalyste germano-américaine.
- Heinrich Jasper (1875-1945), homme politique allemand.
- Andreas Kaplan (1975-), économiste allemand.
- Doris Kloster (1960-), photographe américaine.
- Birgit Kober (1971-), athlète handisport allemand.
- Eugen von Lommel (1837-1899), physicien allemand
- Louis III de Bavière (1845-1921), dernier roi de Bavière.
- Peter von Möllendorff (1963-), philologue classique allemand.
- Frieda Nugel (1884-1966), mathématicienne allemande et activiste des droits civils.
- Max Joseph von Pettenkofer (1818-1901), chimiste et hygiéniste bavarois.
- Max Planck (1858-1947), physicien allemand, prix Nobel de physique.
- Christoph Probst (1919-1943), résistant allemand contre le nazisme.
- Alexander Schmorell (1917-1943), résistant allemand contre le nazisme.
- Hans Scholl (1918-1943), résistant allemand contre le nazisme.
- Sophie Scholl (1921-1943), résistante allemande contre le nazisme.
- Willibald Sauerländer (1924-2018), historien d'art allemand.
- Walter Schweidler (1957-), philosophe allemand.
- Richard Willstätter (1972-1942), chimiste, prix Nobel de chimie.
- Rudolf Hess (1894-1987), politicien national-socialiste et vice-Führer du Troisième Reich.
- Josef Mengele (1911-1979), médecin de Auschwitz.
- Hermann Göring (1893-1946), politicien national-socialiste et haut fonctionnaire du Troisième Reich.
- Alfred von Bary (1873-1926), chanteur d'opéra allemand.

### Recteurs (1826-2007)
- Karl Gayer (de)
- Albert Rehm
- Leo von Zumbusch (de)
- Karl Escherich (de)
- Leopold Kölbl (de)
- Philipp Broemser (de)
- Walther Wüst (de)
- Karl Vossler
- Georg Hohmann (de)
- Aloys Wenzl (de)
- Walther Gerlach
- Michael Schmaus
- Mariano San Nicolò (de)
- Josef Nikolaus Köstler (de)
- Alfred Marchionini (de)
- Melchior Westhues (de)
- Friedrich Klingner (de)
- Egon Wiberg (de)
- Joseph Pascher
- Eugen Ulmer (de)
- Julius Speer (de)
- Gerhard Weber (de)
- Ludwig Kotter (de)
- Carl Becker (de)
- Audomar Scheuermann (de)
- Peter Walter (de)
- Nikolaus Lobkowicz (de)
- Wulf Steinmann
- Andreas Heldrich (de)
- Bernd Huber (de)

### Président (depuis 2007)
- Bernd Huber (de)